# MG 81

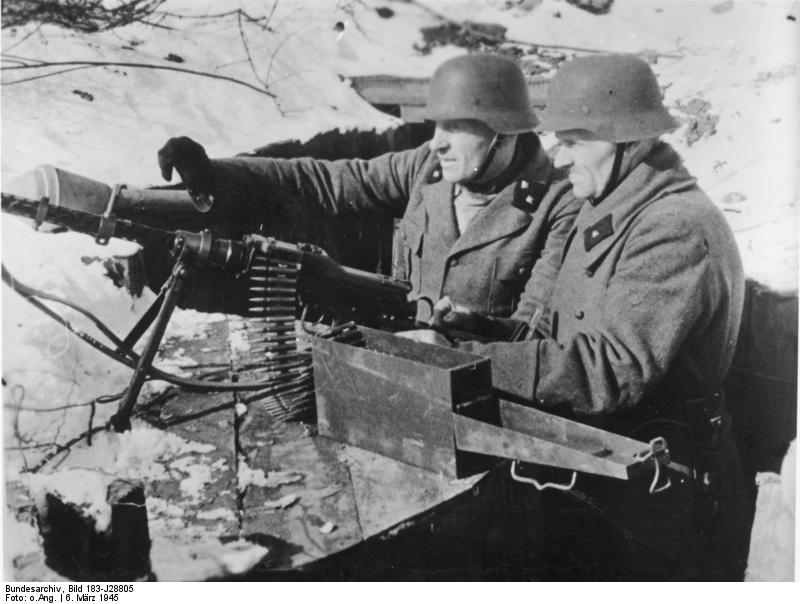
MG 81 impiegata sul fronte russo nel marzo 1945

La MG 81 era una mitragliatrice a nastro in calibro 7,92 × 57 mm Mauser per installazioni fisse o brandeggiabili sui velivoli in uso alla Luftwaffe durante la seconda guerra mondiale e che sostituì la precedente MG 15.
L'MG 81 fu ideata dalla Mauser nel periodo 1938/39 e restò in produzione dal 1940 al 1945. Essa venne concepita per poter essere prodotta velocemente e in maniera economica, e la si ottimizzò per l'impiego aeronautico.
Analogamente a quanto fatto sia con la MG 15 che la MG 17, anche alla MG 81 venne applicato un calcio e un bipiede per poterla impiegare come arma terrestre ed equipaggiare le truppe dell'Heer.
Una versione speciale di questa arma fu la MG 81Z "Zwilling", che sostanzialmente era un sistema d'arma costituito da due MG 81 affiancate e montate su un unico sostegno, che garantiva un volume di fuoco di 3200 colpi/min senza occupare molto più spazio di una mitragliatrice singola.

## Velivoli utilizzatori
(lista non completa)
 Germania
- Dornier Do 217
- Focke-Wulf Fw 189
- Focke-Wulf Fw 191
- Heinkel He 111
- Heinkel He 177
- Junkers Ju 88
- Junkers Ju 87
- Messerschmitt Bf 110 G (MG 81Z)